# Teatro Regio di Parma

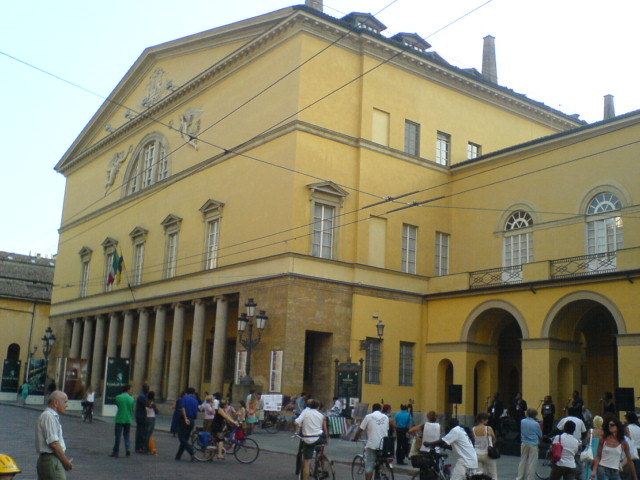
Neoklasycystyczna fasada Teatro Regio di Parma.

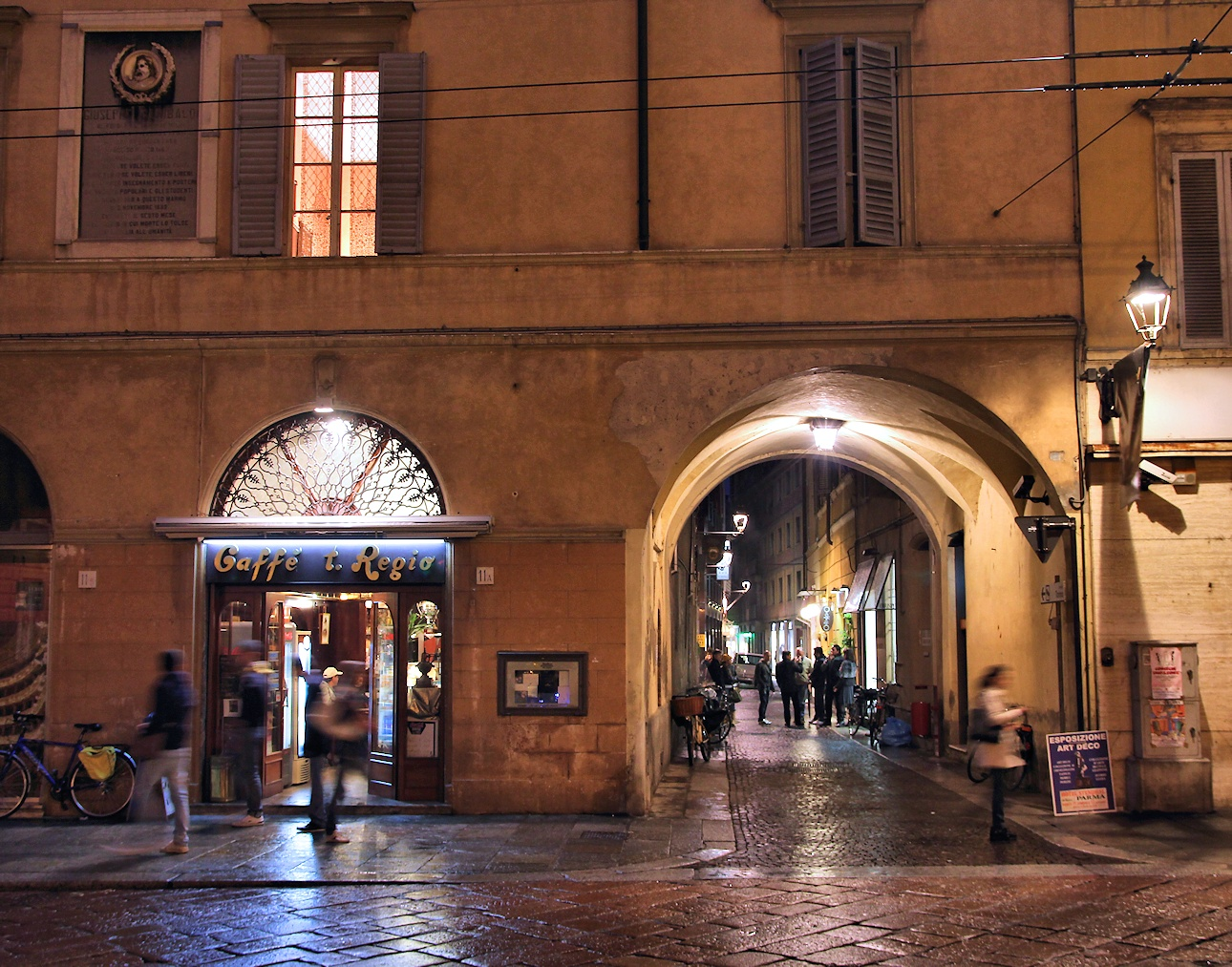
Kawiarnia przed teatrem: Caffè Teatro Regio

Teatro Regio di Parma (Teatr Królewski w Parmie) - wzniesiony przez księżną Parmy Marię Ludwikę, istniejący od 1829 roku jeden z czołowych teatrów operowych we Włoszech, zlokalizowany w historycznym centrum Parmy.
Teatr początkowo był teatrem książęcym i nosił nazwę Nuovo Teatro Ducale (Nowy Teatr Książęcy). Obecnie teatr prezentuje przedstawienia operowe i spektakle baletowe, a niekiedy także koncerty symfoniczne. Jest teatrem prowadzonym w stylu tradycyjnym, zorientowanym na włoską opera lyrica. Obecnie teatr zarządzany jest przez Fondazione del Teatro Regio di Parma.

## Historia teatru
Przedstawienia operowe odbywały się w Parmie na długo przed powstaniem obecnego Teatro Regio. W XVIII wieku miejscem realizacji przedstawień był Teatro Farnese. Ze względu na niezbyt dobrą akustykę księżna Parmy, Maria Ludwika z domu Habsburg, wdowa po Napoleonie Bonaparte, znana z wysublimowanego gustu muzycznego, uznała ten teatr za niespełniający oczekiwań zarówno dworu jak i muzykalnych poddanych. Przystąpiła zatem do budowy nowego teatru operowego w historycznym centrum miasta, w miejscu, gdzie znajdował się poprzednio zrujnowany klasztor św. Aleksandra. Budowa pociągnęła ogromne koszty równe 1.19 milionów ówczesnych lirów i trwała osiem lat, rozpoczęto ją w 1821 roku - ukończono w 1829 roku. Generalnym projektantem przedsięwzięcia został Nicola Bettoli. Skupił się on głównie na architekturze sali przedstawień, dla której udało mu się uzyskać perfekcyjną akustykę.
Przedstawienie inauguracyjne odbyło się 16 maja 1829 roku. Uczestniczył w nim cały dwór z księżną na czele. Zaprezentowano na nim nową operę Zaira autorstwa Vincenza Belliniego.
Działalność teatru osłabła wyraźnie po śmierci księżnej Marii Ludwiki, która nastąpiła w roku 1847. Ponadto perturbacje polityczne związane z trwającym wówczas procesem zjednoczenia Włoch wpłynęły niekorzystnie na kondycję teatru. Po usunięciu Bourbonów Parmeńskich, stanowiących głównego konkurenta w procesie zjednoczenia północnych Włoch w stosunku do dynastii sabaudzkiej, nazwę teatru zmieniono w 1849 roku na Teatro Reale, a w 1860 roku na Teatro Regio (Teatr Królewski). Przywrócono wówczas dawną świetność teatru oraz wprowadzono oświetlenie gazowe zamiast lampek oliwnych. W latach osiemdziesiątych XIX wieku dokonano niewielkiej przebudowy struktury wnętrza teatru. Początkowe rzędy krzeseł na parterze (wówczas najdroższe miejsca) przebudowano na rozszerzony orkiestron, tj. pomieszczenie dla rozbudowującej się orkiestry. Nowoczesne oświetlenie elektryczne wprowadzono w 1890 roku.
W latach siedemdziesiątych XIX wieku teatry operowe traktowane były we Włoszech jako prestiżowe instytucje stymulujące kulturalny rozwój kraju, a każde miasto szczycące się posiadaniem sceny operowej stanowiło przedmiot zazdrości miast konkurencyjnych, które takowej sceny nie posiadały.
W związku ze wzrostem wpływu idei socjalistycznych w latach dziewięćdziesiątych XIX wieku teatry operowe traktować zaczęto jako przejaw zbędnego luksusu, a państwo włoskie zaczęło wycofywać się z ponoszenia ogromnych kosztów ich utrzymywania. Przekazywane władzom miejskim poszczególne teatry zaczęły szybko podupadać (przede wszystkim ze względów finansowych), a przedstawienia nie odbywały nawet kilka sezonów. Mieszkańcy Parmy drogą referendum zdecydowali się opodatkować dodatkowo swoje dochody, a zdobyte w ten sposób finanse przeznaczyć na działalność Teatro Regio. Pozwoliło to na wznowienie przedstawień w sezonie 1894/95.

## Architektura
Z zewnątrz budynek teatru wzniesiony w stylu neoklasycystycznym nie przedstawia się, pomimo znacznych rozmiarów, zbyt spektakularnie. Przyczyną tego jest dość surowa fasada, pozbawiona potężnych kolumn podtrzymujących sklepienie oraz licznych, alegorycznych rzeźb i ornamentów. Wnętrze budynku mieści natomiast wspaniałą salę przedstawień w kształcie eliptycznym. Zdobią ją ornamenty, autorstwa Girolamo Magnaniego, w kolorach bieli oraz złota. Konstrukcja zawiera dużych rozmiarów parter, cztery rzędy balkonów oraz galerię. W centrum pierwszego balkonu znajduje się loża książęca.
Sufit zawiera dekoracje autorstwa Giovanniego Batisty Borghesiego przedstawiające wybitnych dramaturgów: Eurypidesa, Senekę, Arystofanesa, Coldoniego, Alfieriego. Ten sam artysta namalował kurtynę wyrażającą alegoryczną scenę "Triumfu mądrości". Pokazane są tam alegoryczne postacie z rządu Marii Luizy z nią samą w środku przedstawioną jako Atena. Z sufitu zwisa olbrzymi, wspaniały kandelabr o wadze 1100 kG. Kandelabr zamówiony został w Paryżu i przywieziony do Parmy w II połowie lat osiemdziesiątych XIX wieku.
Dekoracje ścian foyer wykonali Giovanni Anni oraz Alessandro Cocchi, natomiast dekoracji innych ścian podjął się Stanislao Campana.

## Przedstawienia
W pierwszym sezonie (wł. stagione lyrica) oprócz Zairy Vincenza Belliniego przedstawiono także opery Gioachina Rossiniego: Mesiasz, Semiramis oraz Cyrulik Sewilski, a także zapomniane obecnie dzieła innych kompozytorów.
W Teatro Regio występowali z powodzeniem najwybitniejsi śpiewacy XX wieku, jak Maria Callas, Renata Tebaldi, Mario del Monaco.
Z teatrem związani byli w przeszłości Giuseppe Verdi, najwybitniejszy włoski kompozytor operowy, urodzony w miasteczku Busseto koło Parmy oraz pochodzący z Parmy maestro Arturo Toscanini.
Obecnie Teatro Regio uważany jest za jeden z czołowych tradycyjnych teatrów przedstawiających włoską opera lyrica. Wystawiane są tu niemal wszystkie najwybitniejsze dzieła mieszczące się w tym kanonie.
Teatr prezentuje głównie przedstawienia operowe. Odbywają się również spektakle baletowe, często w ramach nieformalnego festiwalu Danza di Parma. Sala teatru służy ponadto organizacji koncertów muzyki poważnej, w tym symfonicznej. Przedstawienia odbywają się całorocznie, z krótkimi okresami przerw: wakacyjnej (w środku lata) oraz bożonarodzeniowej (II połowa grudnia - I połowa stycznia). W październiku organizowany jest Festiwal Verdiego. Organizatorzy starają się, aby każde z dzieł tego kompozytora wystawione było przynajmniej raz na dwa lata.

## Publiczność Teatro Regio
Spektakle operowe w Teatro Regio odbywają się w specyficznej atmosferze tworzonej przez unikalną publiczność. Należy ona do najbardziej kompetentnych w ocenie artystycznego poziomu realizacji spektakli, lecz zarazem do najbardziej wymagających, oraz najbardziej „namiętnych”. Teatro Regio należy do nielicznych teatrów operowych świata, w których publiczność niezadowolona z poziomu wykonania spektaklu potrafi przerwać przedstawienie. W środowisku artystycznym panuje dość powszechne przekonanie, że śpiewak, który zdobył uznanie parmeńskiej publiczności, może z sukcesem śpiewać na każdej operowej scenie świata. Dlatego też niektórzy dość popularni wykonawcy, nierzadko wylansowani przez media, nie reprezentujący jednak najwyższego poziomu artystycznego, w obawie o swoją reputację unikają występów w Teatro Regio.
Bilety na przedstawienia operowe są trudne do zdobycia. Publiczność ustawia się w kolejkach wiele godzin wcześniej przed otwarciem kas biletowych.

## Dyrektorzy artystyczni Teatro Regio di Parma (lista niekompletna)
- Giulio Ferrarini, dyrektor artystyczny w latach 1841 - 1843 i pierwszy skrzypek orkiestry
- Georges Prêtre
- Riccardo Muti
- David Garforth
- Angelo Campori, dyrektor artystyczny w latach osiemdziesiątych
- Zubin Mehta
- Bruno Bartoletti, dyrektor artystyczny w latach 2001 - 2009
- Jurij Tiemirkanow, obecny dyrektor artystyczny

## Wybitni śpiewacy występujący w Teatro Regio di Parma
- Maria Callas
- Renata Tebaldi
- Mario Del Monaco
- Katia Ricciarelli
- Michele Pertusi
- Leo Nucci
- Franco Federici
- José Carreras
- Renato Bruson
- Clorinda Corradi
- Renata Scotto
- Carlo Bergonzi
- Flaviano Labò
- Richard Tucker
- Franco Corelli
- Alfredo Kraus
- Sesto Bruscantini
- Margherita Rinaldi
- Piero Cappuccilli
- Cesare Siepi
- Boris Christow
- Nikołaj Gjaurow